# 陸軍部
陸軍部是負責陸軍事務的國務政府機構，在部分國家譯為戰爭部（Ministry of War）。部門首長稱作「陸軍部長」或「陸軍大臣」，一般為文職人員，但部分場合下由陸軍將領出任。當今大部分國家已不設有獨立的陸軍部門，而是以國防部取代。

## 各國陸軍部
- 美国陸军部，美国国防部下属的美国陸軍事務部门。
- 英國陸軍部 (1964年以前)，1964年以前領導英國陸軍的內閣機關，後由英國國防部取代
- 英国陆军部 (1964年至今)，英国国防部的二级单位
- 清朝陸军部，清朝政府的一個部級軍事機關。
- 陸軍省，第二次世界大戰前領導大日本帝國陸軍的內閣機關。
- 西班牙陸軍部（西班牙语：Ministerio del Ejército (España)），1939年至1977年間管理西班牙陸軍事務的內閣機構，其後被西班牙國防部（西班牙语：Ministerio de Defensa (España)）取代。